# Lokuta (Türi)
Lokuta – wieś w Estonii, w prowincji Järva, w gminie Türi.